# Jorge Troiteiro
Jorge Troiteiro Carrasco (Almansa, Albacete, 80 de abril de 1984) es un exfutbolista español que jugaba como centrocampista. Su último club fue el Racing Mérida City F. C., equipo de la Primera División Extremeña.

## Trayectoria
Su formación como futbolista comenzó en las categorías inferiores del C. P. Mérida. A los doce años fichó por el F. C. Barcelona tras su destacada actuación en el torneo nacional alevín de Brunete, trasladando su residencia a La Masía. Tras su primera temporada como juvenil, el F. C. Barcelona rescinde su contrato, fichando por el Club Atlético de Madrid Juvenil, estando allí durante un año y medio. 
Fue en 2003 cuando vuelve a la capital extremeña, para jugar con el Mérida U. D., debutando en Tercera División a la siguiente temporada y jugando su última temporada con él en Segunda División B. 
En 2006 ficha por el C. D. Linares, equipo con el que logra jugar la Promoción de Ascenso a Segunda División. 
Tras varias temporadas en equipos de Tercera División y Segunda División B, entre ellos el Burgos C. F. con el que anotaría el mejor gol de su carrera, en 2012 ficha por el Doxa Katokopias de la Primera División de Chipre. Tras una temporada allí vuelve a Mérida para firmar por la A. D. Mérida, donde jugaría durante tres temporadas hasta que emigraría de nuevo a Chipre, esta vez a la Segunda División chipriota, concretamente al Enosis Neon Paralimni.
El 3 de julio de 2017 se hace oficial su fichaje por el C. D. Azuaga, equipo de Tercera División, pero quince días después anuncia su marcha por motivos personales y ficha por el Centre d'Esports L'Hospitalet. Sin embargo, el 20 de octubre del mismo año acaba su corto paso por el equipo catalán y regresa al C. D. Azuaga.
En la siguiente temporada firmaría por el Olivenza F. C., donde jugaría un año.
El 26 de junio de 2019 firmaría por el C. D. Calamonte donde jugaría dos temporadas y media.
A mediados de la temporada 2022-23 firmaría por el C. D. Nueva Ciudad de la Primera División Extremeña, filial del AD Mérida, equipo donde también sería copresidente.
En verano del 2023 firmaría por el Racing Mérida City de la misma liga, manteniendo su cargo de copresidente en su anterior equipo.Tras varios meses en el club emeritense el futbolista, extremeño de adopción, anunciaría su retirada el 29 de febrero de 2024.

## Clubes
| Club                          | País   | Año       |
| ----------------------------- | ------ | --------- |
| Mérida UD                     | España | 2003-2006 |
| CD Linares                    | España | 2006-2007 |
| UD Melilla                    | España | 2007-2008 |
| Lucena CF                     | España | 2008-2010 |
| CF Villanovense               | España | 2009-2010 |
| Extremadura UD                | España | 2010-2011 |
| Burgos CF                     | España | 2011-2012 |
| Doxa Katokopias               | Chipre | 2012-2013 |
| AD Mérida                     | España | 2013-2016 |
| Enosis Neon Paralimni         | Chipre | 2016-2017 |
| Centre d'Esports L'Hospitalet | España | 2017-2017 |
| CD Azuaga                     | España | 2017-2018 |
| Olivenza FC                   | España | 2018-2019 |
| CD Calamonte                  | España | 2019-2021 |
| Nueva Ciudad CD               | España | 2022-2023 |
| Racing Mérida City            | España | 2023-2024 |